# Puchar Interkontynentalny w Lekkoatletyce 2018
3. Puchar Interkontynentalny w Lekkoatletyce – zawody lekkoatletyczne, które odbyły się w dniach 8-9 września 2018 roku na Stadionie miejskim w Ostrawie. Rywalizację wygrała drużyna Ameryki.

## Zasady
W zawodach wystartowały 4 drużyny: Afryka, Ameryka, Azja wraz z Oceanią oraz Europa. Każdy z zespołów wystawił do poszczególnych konkurencji po dwóch zawodników. Zawodnicy otrzymywali punkty indywidualne w zależności od zajętej pozycji (8 pkt za 1. miejsce, 7 pkt za 2., itd. aż do 1 pkt za 8. miejsce). Na podstawie punktów indywidualnych zdobytych przez zawodników danej drużyny w każdej konkurencji, przyznawane były punkty do klasyfikacji drużynowej (8 pkt za 1. miejsce, 6 pkt za 2., 4 pkt za 3. oraz 2 pkt za 4.). Kapitanowie każdej z drużyn mieli do wykorzystania dwa "jokery" każdego dnia, po jednym w konkurencjach męskich i żeńskich, które w wypadku wygrania danej konkurencji podwajały zdobycz punktową.

## Kapitanowie
Kapitanami poszczególnych drużyn byli:
| Afryka         | Nezha Bidouane |
| Ameryka        | Mike Powell    |
| Azja i Oceania | Jana Rawlinson |
| Europa         | Colin Jackson  |

## Program
Opracowano na podstawie materiału źródłowego:
| 8 września | 8 września                             | 9 września | 9 września                           |
| Godzina:   | Konkurencja:                           | Godzina:   | Konkurencja:                         |
| ---------- | -------------------------------------- | ---------- | ------------------------------------ |
| 14:30      | Rzut młotem kobiet                     | 14:38      | Rzut młotem mężczyzn                 |
| 14:35      | Skok wzwyż mężczyzn                    | 14:43      | Skok wzwyż kobiet                    |
| 14:40      | Bieg na 100 m przez płotki kobiet      | 15:00      | Trójskok mężczyzn                    |
| 14:52      | Bieg na 200 m mężczyzn                 | 15:03      | Bieg na 110 m przez płotki mężczyzn  |
| 15:00      | Trójskok kobiet                        | 15:24      | Bieg na 800 m kobiet                 |
| 15:15      | Bieg na 100 m kobiet                   | 15:32      | Skok o tyczce mężczyzn               |
| 15:25      | Bieg na 1500 m kobiet                  | 15:48      | Bieg na 200 m kobiet                 |
| 15:47      | Bieg na 400 m kobiet                   | 15:57      | Bieg na 400 m mężczyzn               |
| 15:52      | Rzut dyskiem mężczyzn                  | 16:05      | Rzut oszczepem mężczyzn              |
| 15:57      | Skok o tyczce kobiet                   | 16:10      | Bieg na 3000 m z przeszkodami kobiet |
| 15:59      | Bieg na 3000 m z przeszkodami mężczyzn | 16:25      | Skok w dal kobiet                    |
| 16:14      | Bieg na 400 m przez płotki mężczyzn    | 16:30      | Bieg na 400 m przez płotki kobiet    |
| 16:22      | Skok w dal mężczyzn                    | 16:48      | Bieg na 1500 m mężczyzn              |
| 16:35      | Bieg na 3000 m kobiet                  | 16:57      | Pchnięcie kulą kobiet                |
| 16:52      | Pchnięcie kulą mężczyzn                | 17:13      | Rzut oszczepem kobiet                |
| 17:10      | Rzut dyskiem kobiet                    | 17:15      | Bieg na 3000 m mężczyzn              |
| 17:12      | Bieg na 800 m mężczyzn                 | 17:39      | Bieg na 100 m mężczyzn               |
| 17:34      | Sztafeta 4 x 100 m kobiet              | 17:59      | Sztafeta 4 x 400 m mieszana          |
| 17:56      | Sztafeta 4 x 100 m mężczyzn            |            |                                      |

## Rezultaty
Źródło: World Athletics.
| WR (world record) – rekord świata \| CR (championship record) – rekord Pucharu interkontynentalnego \| NR (national record) – rekord kraju \| AR (area record) – rekord kontynentu |
| WL (world leading) – najlepszy wynik na listach światowych w sezonie 2019 \| PB (personal best) – rekord życiowy \| SB (season’s best) – najlepszy wynik w sezonie                 |

### Kobiety
| Konkurencja:                              | 1. miejsce                                                                      | Rezultat | 2. miejsce                                                                 | Rezultat | 3. miejsce                                                  | Rezultat |
| Bieg na 100 m (szczegóły)                 | Marie Josée Ta Lou Afryka                                                       | 11,14    | Dina Asher-Smith Europa                                                    | 11,16    | Jenna Prandini Ameryka                                      | 11,21    |
| Bieg na 200 m (szczegóły)                 | Shaunae Miller-Uibo Ameryka                                                     | 22,16    | Dafne Schippers Europa                                                     | 22,28    | Marie Josée Ta Lou Afryka                                   | 22,61    |
| Bieg na 400 m (szczegóły)                 | Salwa Eid Naser Azja i Oceania                                                  | 49,32    | Caster Semenya Afryka                                                      | 49,62    | Stephenie Ann McPherson Ameryka                             | 50,82    |
| Bieg na 800 m (szczegóły)                 | Caster Semenya Afryka                                                           | 1:54,77  | Ajeé Wilson Ameryka                                                        | 1:57,16  | Natoya Goule Ameryka                                        | 1:57,36  |
| Bieg na 1500 m (szczegóły)                | Winny Chebet Afryka                                                             | 4:16,01  | Shelby Houlihan Ameryka                                                    | 4:16,36  | Rababe Arafi Afryka                                         | 4:17,19  |
| Bieg na 3000 m (szczegóły)                | Sifan Hassan Europa                                                             | 8:27,50  | Senbere Teferi Afryka                                                      | 8:32,49  | Hellen Obiri Afryka                                         | 8:36,20  |
| Bieg na 100 m przez płotki (szczegóły)    | Danielle Williams Ameryka                                                       | 12,49    | Kendra Harrison Ameryka                                                    | 12,52    | Pamela Dutkiewicz Europa                                    | 12,82    |
| Bieg na 400 m przez płotki (szczegóły)    | Janieve Russell Ameryka                                                         | 53,62    | Shamier Little Ameryka                                                     | 53,86    | Anna Jaroszczuk-Ryżykowa Europa                             | 54,47    |
| Bieg na 3000 m z przeszkodami (szczegóły) | Beatrice Chepkoech Afryka                                                       | 9:07,92  | Courtney Frerichs Ameryka                                                  | 9:15,22  | Winfred Yavi Azja i Oceania                                 | 9:17,86  |
| Sztafeta 4 × 100 m (szczegóły)            | Ameryka Ángela Tenorio Shaunae Miller-Uibo Jenna Prandini Vitória Cristina Rosa | 42,11    | Europa Kristal Awuah Imani-Lara Lansiquot Bianca Williams Dina Asher-Smith | 42,55    | Azja i Oceania Liang Xiaojing Wei Yongli Ge Manqi Yuan Qiqi | 42,93    |
| Skok wzwyż (szczegóły)                    | Marija Łasickienie Europa                                                       | 2,00     | Svetlana Radzivil Azja i Oceania                                           | 1,95     | Levern Spencer Ameryka                                      | 1,93     |
| Skok o tyczce (szczegóły)                 | Anżelika Sidorowa Europa                                                        | 4,85     | Katerina Stefanidi Europa                                                  | 4,85     | Sandi Morris Ameryka                                        | 4,85     |
| Skok w dal (szczegóły)                    | Caterine Ibargüen Ameryka                                                       | 6,93     | Brooke Stratton Azja i Oceania                                             | 6,71     | Malaika Mihambo Europa                                      | 6,86     |
| Trójskok (szczegóły)                      | Caterine Ibargüen Ameryka                                                       | 14,76    | Olga Rypakowa Azja i Oceania                                               | 14,26    | Paraskiewi Papachristu Europa                               | 14,22    |
| Pchnięcie kulą (szczegóły)                | Gong Lijiao Azja i Oceania                                                      | 19,63    | Raven Saunders Ameryka                                                     | 19,74    | Christina Schwanitz Europa                                  | 19,73    |
| Rzut dyskiem (szczegóły)                  | Yaimé Pérez Ameryka                                                             | 65,30    | Sandra Perković Europa                                                     | 68,44    | Chen Yang Azja i Oceania                                    | 63,34    |
| Rzut młotem (szczegóły)                   | DeAnna Price Ameryka                                                            | 75,46    | Anita Włodarczyk Europa                                                    | 73,45    | Luo Na Azja i Oceania                                       | 67,39    |
| Rzut oszczepem (szczegóły)                | Lü Huihui Azja i Oceania                                                        | 63,88    | Christin Hussong Europa                                                    | 62,96    | Kara Winger Ameryka                                         | 60,38    |

### Mężczyźni
| Konkurencja:                              | 1. miejsce                                                     | Rezultat | 2. miejsce                                                               | Rezultat | 3. miejsce                                                        | Rezultat |
| Bieg na 100 m (szczegóły)                 | Noah Lyles Ameryka                                             | 10,01    | Su Bingtian Azja i Oceania                                               | 10,03    | Akani Simbine Afryka                                              | 10,11    |
| Bieg na 200 m (szczegóły)                 | Alonso Edward Ameryka                                          | 20,19    | Ramil Guliyev Europa                                                     | 20,28    | Álex Quiñónez Ameryka                                             | 20,36    |
| Bieg na 400 m (szczegóły)                 | Abd al-Ilah Harun Azja i Oceania                               | 44,72    | Baboloki Thebe Afryka                                                    | 45,10    | Nathan Strother Ameryka                                           | 45,28    |
| Bieg na 800 m (szczegóły)                 | Emmanuel Korir Afryka                                          | 1:46,50  | Clayton Murphy Ameryka                                                   | 1:46,77  | Nijel Amos Afryka                                                 | 1:46,77  |
| Bieg na 1500 m (szczegóły)                | Elijah Manangoi Afryka                                         | 3:40,00  | Marcin Lewandowski Europa                                                | 3:40,42  | Jakob Ingebrigtsen Europa                                         | 3:40,80  |
| Bieg na 3000 m (szczegóły)                | Paul Chelimo Ameryka                                           | 7:57,13  | Mohammed Ahmed Ameryka                                                   | 7:57,99  | Henrik Ingebrigtsen Europa                                        | 7:58,85  |
| Bieg na 110 m przez płotki (szczegóły)    | Siergiej Szubienkow Europa                                     | 13,03    | Ronald Levy Ameryka                                                      | 13,12    | Pascal Martinot-Lagarde Europa                                    | 13,31    |
| Bieg na 400 m przez płotki (szczegóły)    | Abderrahaman Samba Azja i Oceania                              | 47,37    | Annsert Whyte Ameryka                                                    | 48,46    | Karsten Warholm Europa                                            | 48,56    |
| Bieg na 3000 m z przeszkodami (szczegóły) | Conseslus Kipruto Afryka                                       | 8:22,55  | Matthew Hughes Ameryka                                                   | 8:29,70  | Yohanes Chiappinelli Europa                                       | 8:32,89  |
| Sztafeta 4 × 100 m (szczegóły)            | Ameryka Michael Rodgers Noah Lyles Yohan Blake Tyquendo Tracey | 38,05    | Europa Emre Zafer Barnes Jak Ali Harvey Yiğitcan Hekimoğlu Ramil Guliyev | 38,96    | Azja i Oceania Trae Williams Joseph Millar Jin Su Jung Jake Doran | 39,55    |
| Skok wzwyż (szczegóły)                    | Donald Thomas Ameryka                                          | 2,30     | Brandon Starc Azja i Oceania                                             | 2,30     | Maksim Niedasiekau Europa                                         | 2,27     |
| Skok o tyczce (szczegóły)                 | Sam Kendricks Ameryka                                          | 5,85     | Renaud Lavillenie Europa                                                 | 5,80     | Shawnacy Barber Ameryka                                           | 5,56     |
| Skok w dal (szczegóły)                    | Rushwal Samaai Afryka                                          | 8,16     | Miltiadis Tendoglu Europa                                                | 8,00     | Jeff Henderson Ameryka                                            | 7,98     |
| Trójskok (szczegóły)                      | Christian Taylor Ameryka                                       | 17,59    | Fabrice Zango Afryka                                                     | 17,02    | Arpinder Singh Azja i Oceania                                     | 16,59    |
| Pchnięcie kulą (szczegóły)                | Darlan Romani Ameryka                                          | 21,89    | Tomas Walsh Azja i Oceania                                               | 21,43    | Michał Haratyk Europa                                             | 21,36    |
| Rzut dyskiem (szczegóły)                  | Fedrick Dacres Ameryka                                         | 67,97    | Matt Denny Azja i Oceania                                                | 63,99    | Andrius Gudžius Europa                                            | 66,95    |
| Rzut młotem (szczegóły)                   | Dilszod Nazarow Azja i Oceania                                 | 77,34    | Mostafa Hicham Al-Gamal Afryka                                           | 74,22    | Bence Halász Europa                                               | 74,80    |
| Rzut oszczepem (szczegóły)                | Thomas Röhler Europa                                           | 87,07    | Cheng Chao-tsun Azja i Oceania                                           | 83,28    | Anderson Peters Ameryka                                           | 80,86    |

### Mieszane
| Konkurencja:                   | 1. miejsce                                                                           | Rezultat | 2. miejsce                                                              | Rezultat | 3. miejsce                                                                 | Rezultat |
| Sztafeta 4 × 400 m (szczegóły) | Ameryka Christian Taylor Luguelín Santos Stephenie Ann McPherson Shaunae Miller-Uibo | 3:13,01  | Afryka Christine Botlogetswe Chidi Okezie Caster Semenya Baboloki Thebe | 3:16,19  | Azja i Oceania Steven Solomon Murray Goodwin Anneliese Rubie Ella Connolly | 3:18,55  |

## Klasyfikacja drużynowa
Źródło:
| Miejsce | Drużyna        | Liczba punktów |
| ------- | -------------- | -------------- |
| 1.      | Ameryka        | 262            |
| 2.      | Europa         | 233            |
| 3.      | Azja i Oceania | 188            |
| 4.      | Afryka         | 142            |